# Fontanes (Lozère)
Fontanes korábbi község Franciaország Okcitánia régiójában, Lozère megyében. 2011-ben 122 lakosa volt.
2016. január 1-jén Naussac korábbi községgel egyesült és az így létrejött Naussac-Fontanes új község része lett.

## Fekvése
Fontanes a Margeride-hegység keleti előterében fekszik, Langogne-tól 10 km-re
északnyugatra, 1040 méteres (a községterület 791-1075 méteres) tengerszint feletti magasságban, az Allier szurdokvölgye és a Naussaci-víztározó között, Lozère és Haute-Loire megyék határán.
Nyugatról Auroux, északnyugatról Saint-Bonnet-de-Montauroux, északkeletről Rauret, délről pedig Naussac községekkel határos. Keleti határát az Allier alkotja.
A községet a D26-os megyei út köti össze Langogne-al és a Chapeauroux völgyével.
A községhez tartozik Sinzelles, Chaussenilles és Faveyrolles.

## Története
A falu a történelmi Gévaudan és Vélay tartományok határán fekszik.

### Demográfia
| Év   | Lakosság |
| ---- | -------- |
| 1793 | 288      |
| 1851 | 321      |
| 1876 | 333      |
| 1901 | 350      |
| 1936 | 284      |

| Év   | Lakosság |
| ---- | -------- |
| 1946 | 250      |
| 1954 | 182      |
| 1962 | 175      |
| 1968 | 136      |

| Év   | Lakosság |
| ---- | -------- |
| 1975 | 117      |
| 1982 | 96       |
| 1990 | 98       |
| 1999 | 110      |
| 2010 | 118      |

## Nevezetességei
- Temploma a 13. században épült, a 17-19. században átalakították. Harangját 1663-ban öntötték. Felszereléséhez tartozik egy 17. századi Krisztus-szobor.
- Jonchères várának romjai (12-16. század) az Allier völgye felett.
- A falu Naussac felé vezető végénél egy régi gránitoltár áll.
- Chassenilles - menhir

## Kapcsolódó szócikk
- Lozère megye községei

## Külső hivatkozások
- Nevezetességek (franciául)
- Fontanes nevezetességei